# Kościół św. Antoniego Padewskiego w Krakowie
Kościół św. Antoniego Padewskiego oraz Matki Boskiej Różańcowej – rzymskokatolicki kościół parafialny znajdujący się w Krakowie, w dzielnicy VI Bronowice przy ulicy Pod Strzechą 18, w Bronowicach Małych. Projektantem kościoła jest architekt Antoni Mazur.
Bryła kościoła to dawny Dwór Mariacki, dwór należący do archiprezbitera kościoła Mariackiego, którego własnością była wieś Bronowice Małe. Obecny dwór pochodził z pocz. XIX wieku, w 1963 postanowiono go przerobić i zaadaptować na kościół parafialny. Do 1979 architektura kościoła istotnie nawiązywała do tradycji dawnego dworu szlacheckiego. Od strony ul. Pod Strzechą fasadę zdobił portyk wzniesiony na czterech żelbetonowych kolumnach. W latach 1979–1983 kościół został powiększony kosztem tego właśnie portyku. Ostatnią ukrytą już pozostałością dworu są piwnice dzisiejszego kościoła pochodzące prawdopodobnie z XVI wieku.
Kościół został konsekrowany przez kardynała Franciszka Macharskiego. W ołtarzach kościelnych można zobaczyć obraz Matki Boskiej z XVIII wieku przeniesiony tutaj z kościoła Mariackiego oraz rzeźbę Chrystusa Bolesnego  z 1480 dzieło przypisywane Mikołajowi Haberschrackowi.
Na wewnętrznej ścianie fasady głównej (z prawej strony od wejścia) znajduje się tryptyk Leona Kowalskiego z 1 poł. XX wieku przedstawiający adorację Dzieciątka W Bronowicach.
Obok kościoła można zobaczyć zachowane jeszcze budynki dawnego folwarku, starą dworską oficynę z 1 poł. XIX wieku oraz otaczające niegdyś dwór resztki dworskiego parku.

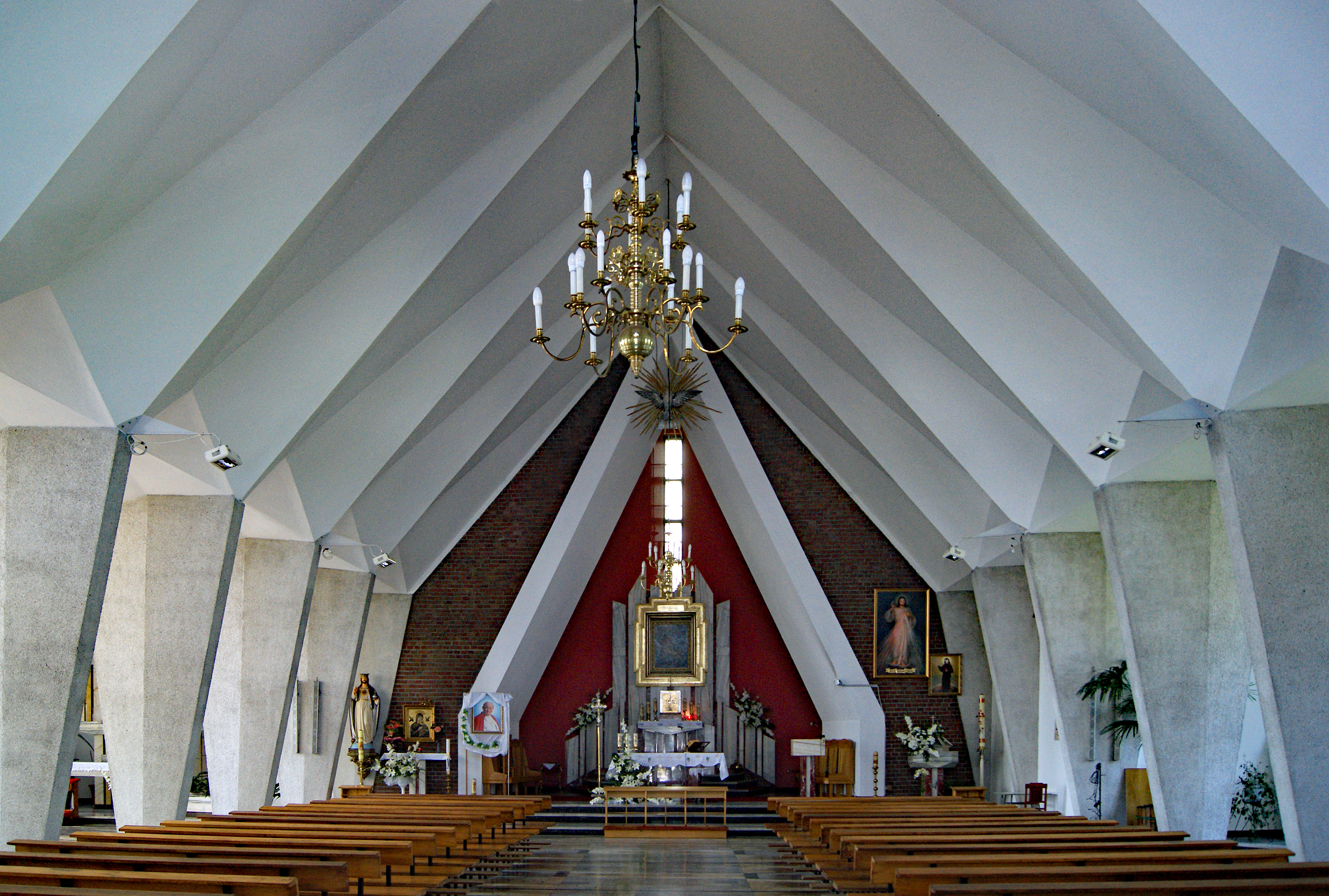
Wnętrze kościoła